# Geboortecijfer

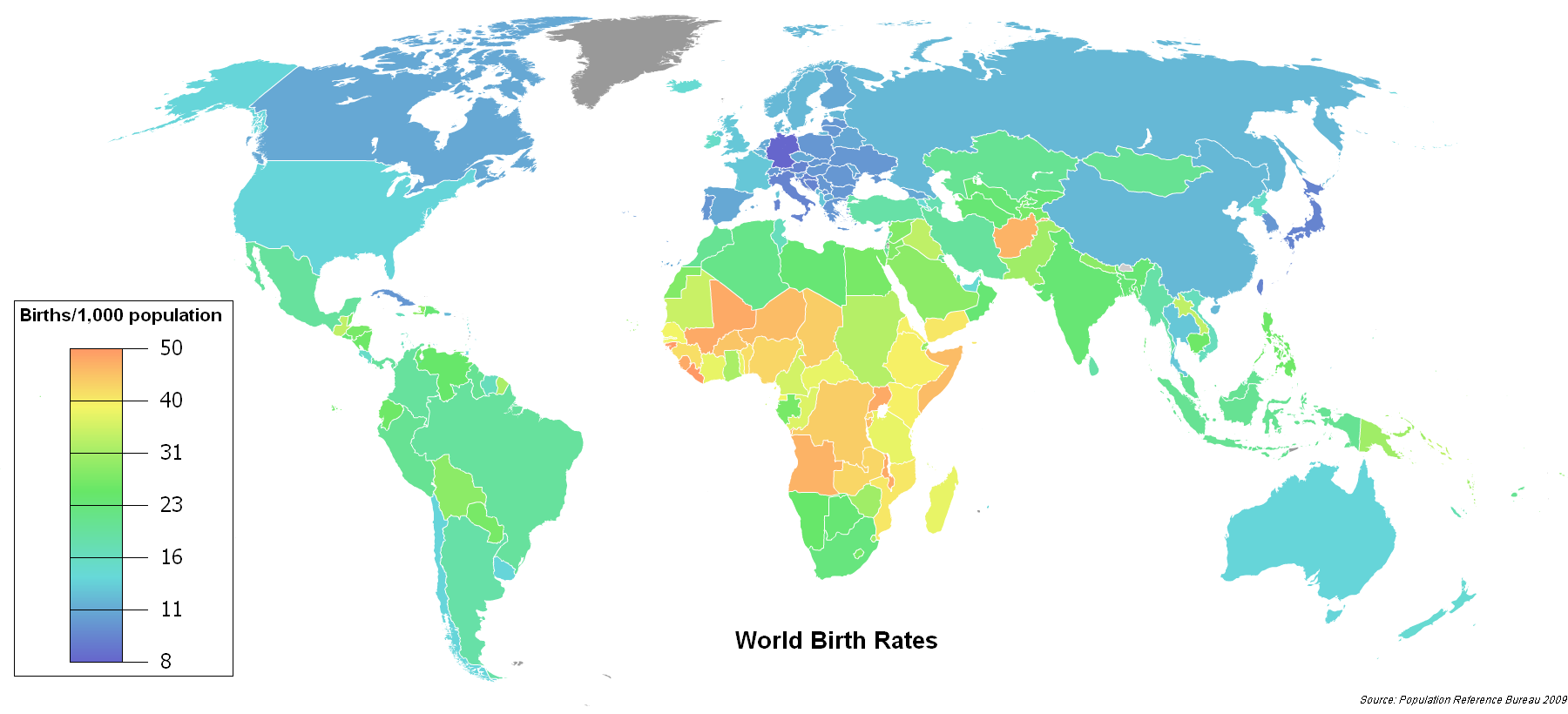
Bruto geboortecijfer per land in 2008

Bruto geboortecijfer per land in 2017

In de demografie is het bruto geboortecijfer (of de bruto nataliteit) van een bepaalde bevolkingsgroep het aantal levend geborenen per 1000 personen per jaar. Dit cijfer varieert naargelang het land en het jaartal tussen ongeveer 6,5 en 48 levend geborenen/1000 inwoners. België en Nederland hebben een zeer laag geboortecijfer: in België bedroeg het 11,3 levend geborenen/1000 inwoners in 2018, in Nederland 10,8 levend geborenen/1000 inwoners.

## Totale geboortecijfer
Het geboortecijfer wordt ook soms gebruikt om te verwijzen naar het gemiddelde aantal kinderen dat een vrouw baart gedurende haar leven. Correcter is om in dat geval te spreken over het totale geboortecijfer.

## Europa
Het geboortecijfer is in Europa sinds de tweede helft van de jaren 1960 sterk afgenomen. Factoren die hierbij een rol spelen, zijn:
- de veralgemening van het tweeverdienersmodel
- de intrede van het gebruik van voorbehoedsmiddelen
- onderwijs tot op latere leeftijd van kind en moeder
- de perceptie dat de kost om kinderen op te voeden ten koste gaat van de rijkdom van de ouders, ondanks de toegenomen welvaart.

De laatste grote geboortegolf in West-Europa vond plaats in de periode 1945-1950; in België en Nederland duurde deze voort tot aan 1965. Deze periode is ook wel bekend onder de Engelse naam babyboom.

## Geboorteoverschot

Geboorteoverschot in Nederland. Gemiddeld jaarlijks geboorteoverschot in de periode 1980 tot 2000.
Minder dan 3,0
3,0 - 3,5
3,5 - 4,5
4,5 - 6,0
6,0 of meer

Het geboorteoverschot van een land of een bepaald gebied is het verschil tussen het aantal levend geboren kinderen en het aantal sterfgevallen per 1000 inwoners. In landen met een hoog geboortecijfer kan dit geboorteoverschot 40 ‰ bedragen, maar het kan ook negatieve waarden aannemen. Dit doet zich sinds het einde van de 20e eeuw voor in vele Europese landen. Zo bedroeg het geboorteoverschot van West-Duitsland in 1979 -2,1 ‰. In dat geval spreekt men van denataliteit.
In Nederland daalde het geboorteoverschot tussen 1960 en 1970 van 15 ‰ naar minder dan 5 ‰.

## Beïnvloeding
Sommige overheden proberen het geboortecijfer te beïnvloeden (nataliteitspolitiek).
Dictatoriale regimes hebben daarbij omstreden middelen gebruikt of doen dat nog steeds. Zo kende China van ongeveer 1980 tot 2015 een eenkindpolitiek om de bevolkingsgroei terug te dringen, terwijl onder het bewind van Nicolae Ceaușescu in Roemenië het geboortecijfer juist opgestuwd werd na de uitvaardiging van decreet 770. Berucht is ook het nazibeleid in deze, dat doorspekt was van racisme en het streven naar een arisch Lebensraum waartoe grote gebieden veroverd en gekoloniseerd moesten worden. Teneinde daarvoor arische übermenschen te kweken werd het Lebensborn-project opgericht en kregen moeders van grote gezinnen onderscheidingen. 
In het democratische Zweden werden tot in 1975 ongeschikt geachte vrouwen tegen hun wil gesteriliseerd. In enkele Amerikaanse staten werden soortgelijke eugenetische maatregelen voltrokken. Het succes ervan is betwistbaar. 